# Richard von Hegener
Alexander Richard Helmut von Hegener (* 2. September 1905 in Sensburg, Ostpreußen; † 18. September 1981 in Hamburg) war im nationalsozialistischen Deutschen Reich als Hauptstellenleiter in der Kanzlei des Führers mitverantwortlich für die Organisation des nationalsozialistischen „Euthanasie“-Programms.

## Leben
Hegener absolvierte nach Schulabschluss eine Banklehre, arbeitete als Angestellter und gründete eine Färberei, die in Konkurs ging. Er trat zum 1. Juni 1931 in die NSDAP ein (Mitgliedsnummer 551.131). Mit dem Präsidenten des Reichsgesundheitsamtes Hans Reiter war er verschwägert.
Hegener war arbeitslos, als er durch Vermittlung eines Bekannten 1937 eine Anstellung in der Kanzlei des Führers fand. Hier hatte er zunächst als Hilfsreferent in der Beschwerdestelle an Adolf Hitler gerichtete Post zu sortieren und Heiratsgesuche von „jüdisch-arischen Mischlingen“ zu bearbeiten. 1939 war er bereits zum ständigen Vertreter von Amtsleiter Hans Hefelmann als Leiter des Amtes IIb aufgerückt. In diesem Amt wurden Angelegenheiten aus dem Bereich der Reichsministerien und deren nachgeordneten Geschäftsbereichen sowie Gnadengesuche bearbeitet.
Mit Beginn der sogenannten Kinder-„Euthanasie“ und der anschließenden Erwachsenen-„Euthanasie“ (im Nachkriegssprachgebrauch als „Aktion T4“ bekannt) wurden mehrere Scheinunternehmen zu Tarnungszwecken gegründet, um zu vermeiden, dass die Kanzlei des Führers sowie das ebenfalls involvierte Reichsministerium des Innern mit diesen der Geheimhaltung unterliegenden Maßnahmen in Verbindung gebracht werden konnten. Für die Organisation der Kinder-„Euthanasie“ wurde ein „Reichsausschuss zur wissenschaftlichen Erfassung von erb- und anlagebedingten schweren Leiden“ gegründet. Dahinter stand das Amt IIb der Kanzlei des Führers unter der Leitung von Hans Hefelmann. Zum Transport der Kranken in die Tötungsanstalten wurde die „Gemeinnützige Krankentransport GmbH (Gekrat)“ geschaffen, die unter der Leitung von Reinhold Vorberg vom Amt IIc der Kanzlei des Führers stand. Hegener, für die Materialbeschaffung zuständig, besorgte für diese Organisation Busse der Reichspost, so dass die Gekrat intern zunächst „Sonderstaffel von Hegener“ genannt wurde. Vor dem Untersuchungsrichter des Landgerichts Frankfurt am Main sagte Hegener am 2. September 1965 folgendes aus:

„Anfänglich hatten wir fast ausschließlich Fahrzeuge von der Reichspost. Der Reichspostminister hatte eine Bescheinigung des Inhalts ausgestellt, dass die genau bezeichneten Fahrzeuge in jeder Reparaturwerkstatt der Deutschen Reichspost bevorzugt repariert werden konnten. Es hätten sich Schwierigkeiten ergeben können, weil diese Fahrzeuge während des Einsatzes bei der T4 nicht von Postbeamten, sondern von Zivilisten gesteuert wurden. In dieser Bescheinigung war die Bezeichnung ‚Sonderstaffel von Hegener‘ geprägt worden. Die Fahrzeuge unterstanden der Gekrat. Diese trat aber nach außen hin nicht in Erscheinung, infolgedessen war für die Fahrzeuge von der Staffel von Hegener die Rede.“

In einer Vernehmung am 23. Juni 1961 führte er weiter aus:

„Die Omnibusse wurden äußerlich zunächst nicht mit einem Tarnanstrich versehen. Sie wurden vielmehr mit dem roten Außenanstrich und der RP-Nummer benutzt; erst etwa nach der Hälfte der Aktion wurden sie – ebenso wie die Reichspostomnibusse – mit dem grauen Tarnanstrich (Luftschutz) versehen. Es hätte ja gar nicht in unserem Sinne gelegen, diese Omnibusse für ihre Wahrnehmung in der Öffentlichkeit besonders kenntlich zu machen und herauszustellen.“

Zur Frage, wie die Opfer des „Euthanasie“-Programms schließlich getötet werden sollten, existiert ein Bericht Hegeners.

„Ursprünglich hatte man in Betracht gezogen, einzelne Unheilbare […] durch Injektionen oder Überdosen von Schlafmitteln umzubringen. Diese Überlegungen erwiesen sich aber aus technischer Sicht als nicht durchführbar […], entsprechend der Mehrheit der konsultierten Ärzte. Daher wurde vorgeschlagen […], die infrage kommenden Personen irgendwie in einer größeren Anzahl gleichzeitig zu töten. Nach zahlreichen Besprechungen […] der Chemiker des Reichskriminalpolizeiamtes wurde auch gehört, entschied man sich, jeweils einen Raum in günstig gelegenen Heilanstalten einzurichten. Dieser Raum sollte schließlich mit Kohlenmonoxid-Gas gefüllt werden […]“

Hierzu wurde im Januar 1940 im alten Zuchthaus von Brandenburg eine „Probevergasung“ vorgenommen, an der auch Hegener teilgenommen hat. Die Kranken wurden auf Empfehlung des Kriminaltechnischen Instituts (Näheres siehe unter Walter Heeß) durch Kohlenmonoxid-Gas in einer Gaskammer getötet (Näheres siehe unter Albert Widmann). Hegener war als Vertreter Hefelmanns zuständig für die Beschaffung des in den Tötungsanstalten benötigten Materials für den Einbau von Gaskammern und Krematoriumsöfen sowie die Lieferung des Kohlenmonoxid-Gases. Auch die Beschaffung der für die Tötung der Kinder in den dafür bestimmten Heil- und Pflegeanstalten im Rahmen der Kinder-„Euthanasie“ sowie die für die zweite Phase der Erwachsenen-„Euthanasie“ benötigten großen Mengen von Medikamenten wie Luminal hatte Hegener zu sorgen.
Nach dem Krieg verdingte sich Hegener als Landarbeiter und später als Arbeiter in einem holzverarbeitenden Betrieb. Unter seinem leicht abgewandelten Namen fand er als „Richard Wegener“ eine Anstellung beim Ministerium für Handel und Versorgung in Mecklenburg und brachte es hier zügig bis in eine leitende Position.
1951 wurde Hegener wegen Verbrechen gegen die Menschlichkeit verhaftet und schließlich mit Urteil des Landgerichts Magdeburg vom 20. Februar 1952 zu einer lebenslangen Zuchthausstrafe verurteilt. Durch einen sogenannten Ministerialbeschluss wurde er im Juli 1956 nach vierjähriger Haftzeit entlassen. Hegener nahm umgehend Kontakt zu seinem ehemaligen Vorgesetzten Hefelmann auf und fand als kaufmännischer Angestellter durch Vermittlung des dort als Justitiar tätigen Dietrich Allers (vormals Geschäftsführer der Zentraldienststelle-T4) eine Anstellung bei der Deutschen Werft. Mit Hefelmann hielt Hegener auch weiterhin Kontakt.
Im Prozess gegen Franz Hofer, dem ehemaligen Gauleiter von Tirol-Vorarlberg, Anfang der 1960er Jahre trat Hegener ebenso als Zeuge auf wie in dem später eingestellten Prozess gegen Hans Hefelmann 1964 sowie gegen Dietrich Allers 1968.
Am 18. September 1981 verstarb Richard von Hegener in Hamburg.